# Prima Divisione 1941-1942 (pallacanestro maschile)
La Prima Divisione di pallacanestro maschile 1941-1942 è stata la quinta edizione del campionato come terzo livello italiano e la dodicesima in assoluto con questa denominazione.
A gennaio 1942, sono annunciate le 36 squadre iscritte: Dop. Az. Saves di Alessandra, Dop. Az. Cogne Austa, Guf Benevento, Dop. Az. Breda Brescia, Polisp. Gil Bolzano, Guf Enna, Guf Foggia, Gil Fermo, Faenza Sportiva, Gil Fiume, Polisp. Giordana Genova, Guf Livorno, Dop. Az. Borletti Milano, Dop. Az. Grazioli Milano, Gil Pesaro, Sas-Guf Pisa, U.S. Sangiorgese di Porto San Giorgio, Polisp. Gil Palermo, Sag-Guf Palermo, Gil Mezzomo Padova, Gil Montemeggi Padova, S.S. Bruno Mussolini Roma, Dop. Ferr. Rimini, Dop. Ferr. Reggio Emila, Dop. Az. M.C.M. Salerno, Sas-Guf Salerno, Guf Siena, Dop. Saia Viscosa Torino, Gil Treviso, Dop. Cotonif. Valle Susa Torino, G.P. Gil Vicenza, S. S. Audax Venezia, Sas-Guf Bentegodi Verona, A.S. Reyer Venezia, G. S. Laetitia Venezia.
Il campionato però è rinviato fino al 24 maggio per la defezione di alcune squadre iscritte.
A giugno vengono annunciati otto gironi, con un totale di 40 squadre iscritte. La formula prevede otto concentramenti di cinque squadre l'uno, che si affrontano in sede unica, dal 3 al 5 luglio. Le vincenti si affrontano dal 17 al 19 luglio per stabilire le finaliste.